# S-125 Něva
S-125 Něva/Pečora (rusky С-125 "Нева"/"Печора", v kódu NATO SA-3 Goa) je sovětský protiletadlový raketový komplet navržený konstrukční kanceláří KB-1, zabývající se naváděcím systémem. Raketa byla vyvíjena od roku 1956 kanceláří OKB-2. Komplet je určen k ničení prostředků vzdušného napadení letících v přízemních až středních výškách a jeho úkolem bylo doplnění systémů S-25 a S-75, které zajišťovaly ničení vysoko a rychle letících cílů. V případě potřeby je ho možné použít i k ničení pozemních (hladinových) radiolokačně viditelných cílů.
Raketa má kratší účinný dostřel a také nižší rychlost než její předchůdci, ale díky dvoustupňové konstrukci je účinnější proti cílům, které manévrují. Komplet je modernější a odolnější vůči elektronickým protiopatřením než systém S-75. Střely 5V24 (V-600) dosahují rychlosti 3 až 3,5 M a oba stupně rakety pohánějí motory na tuhé palivo. Námořní verze systému dostala v NATO kódové jméno SA-N-1 Goa; původní označení je M-1 Volna (rusky Волна – vlna). Na území obce Mokrá-Horákov se nachází bývalá raketová základna protivzdušné obrany ČSSR s úkolem chránit město Brno. Ve výzbroji měla komplet S-125 Něva.

## Vznik a vývoj
Vývoj systému S-125 začal v roce 1956 v konstrukční kanceláři KB-1 (v současnosti patří do společnosti NPO Almaz). Systém vznikl v reakci na zavedení letadel, která byla schopna létat v extrémně nízkých výškách. K základním požadavkům budoucího kompletu patřilo, aby byl schopen zničit vzdušné cíle ve výškách od 200 m do 5 km a na vzdálenosti od 6 do 10 km letící rychlostí do 420 m/s (1 500 km/h). Po prvních zkouškách systému s raketou 5V24 byly technické požadavky na S-125 doplněny, v důsledku čehož byla později zavedena i raketa 5V27.
V roce 1961 byl systém zaveden do služby a získal označení S-125 "Něva". Později byl komplet několikrát modernizován. V roce 1964 byla do výzbroje zařazena vylepšená verze S-125M Něva-M. Exportní verze získala označení S-125 "Pečora". Dodávky tohoto raketového systému do zemí Varšavské smlouvy začaly v roce 1969. O rok později již byla S-125 exportována i do jiných zemí (Afghánistán, Angola, Alžírsko, Bulharsko, Československo, Maďarsko, Vietnam, Egypt, Jemen, Indie, Irák, Severní Korea, Kuba, Libye, Mali, Mosambik, Peru, Polsko, Sýrie, Tanzanie, Finsko, Etiopie, Jugoslávie).